# Конец тура
«Конец тура» (англ. The End of the Tour) — американский драматический фильм режиссёра Джеймса Понсольдта, вышедший на экраны в 2015 году. Сценарий Дональда Маргулиса основан на книге Дэвида Липски «В итоге ты всё равно становишься собой: Поездка с Дэвидом Фостером Уоллесом» (англ. Although of Course You End Up Becoming Yourself: A Road Trip with David Foster Wallace). Премьера фильма состоялась 24 января 2015 года на кинофестивале Сандэнс. Лента вышла в американский прокат 31 июля 2015 года.

## Сюжет
Сюжет основан на книге репортера журнала Rolling Stone Дэвида Липски, рассказывающей о пятидневном интервью с известным писателем Дэвидом Фостером Уоллесом во время тура, организованного в поддержку романа «Бесконечная шутка».

## В ролях
- Джейсон Сигел — Дэвид Фостер Уоллес
- Джесси Айзенберг — Дэвид Липски
- Джоан Кьюсак — Пэтти
- Рон Ливингстон — Боб Левин
- Анна Кламски — Сара
- Мэми Гаммер — Джули
- Микки Самнер — Бетси
- Бекки Энн Бейкер — директор книжного магазина

## Производство
Съёмки фильма начались 19 февраля 2014 года и проходили в Гранд-Рапидс в течение пяти недель. В марте того же года некоторые сцены были сняты в Миннеаполисе.

## Восприятие
После премьеры фильм получил крайне высокие отзывы мировой кинопрессы. На сайте Rotten Tomatoes на основе 109 рецензий со средним баллом 8,1 из 10 фильм получил оценку 92 %.